# Franz Radziwill

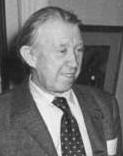
Franz Radziwill, 1956

Johann Franz Wilhelm Eduard Radziwill (* 6. Februar 1895 in Strohausen, heute Rodenkirchen in der Wesermarsch; † 12. August 1983 in Wilhelmshaven) war ein deutscher Künstler des Magischen Realismus. Sein Œuvre umfasst verschiedene Schaffensperioden: ein expressionistisches Frühwerk, ein magisch-realistisches Hauptwerk und ein symbolistisches Spätwerk. Bekannt sind rund 850 Ölbilder, 2000 Aquarelle, Zeichnungen und bemalte Postkarten sowie 35 druckgrafische Arbeiten.
Den größten Teil seines Lebens verbrachte er in dem Nordseebad Dangast bei Varel am Jadebusen, das ihn künstlerisch inspirierte. In der Zeit des Nationalsozialismus gehörte er der NSDAP an und fungierte als lokaler Propaganda- und Kulturfunktionär. Sein Opportunismus zahlte sich zunächst für seine Karriere aus und er wurde 1933 als Lehrender für Freie Kunst an die Kunstakademie Düsseldorf berufen. Bereits 1935 wurde er jedoch entlassen. Die vermutlich von Gegnern eines internen Machtkampfes kolportierten Vorwürfe bezogen sich dabei auf sein Frühwerk, das später auch als „entartet“ bezeichnet wurde. Noch bis 1938 bemühte er sich um die Gunst des Regimes und konnte mehrfach ausstellen. Ein dann verfügtes Verbot für Einzelausstellungen galt bis zum Ende der NS-Zeit. Seine „stramm linientreuen[…] Jubelbilder“ übermalte er nun systemkritisch.

## Biografie

### Kindheit, Jugend und Erster Weltkrieg

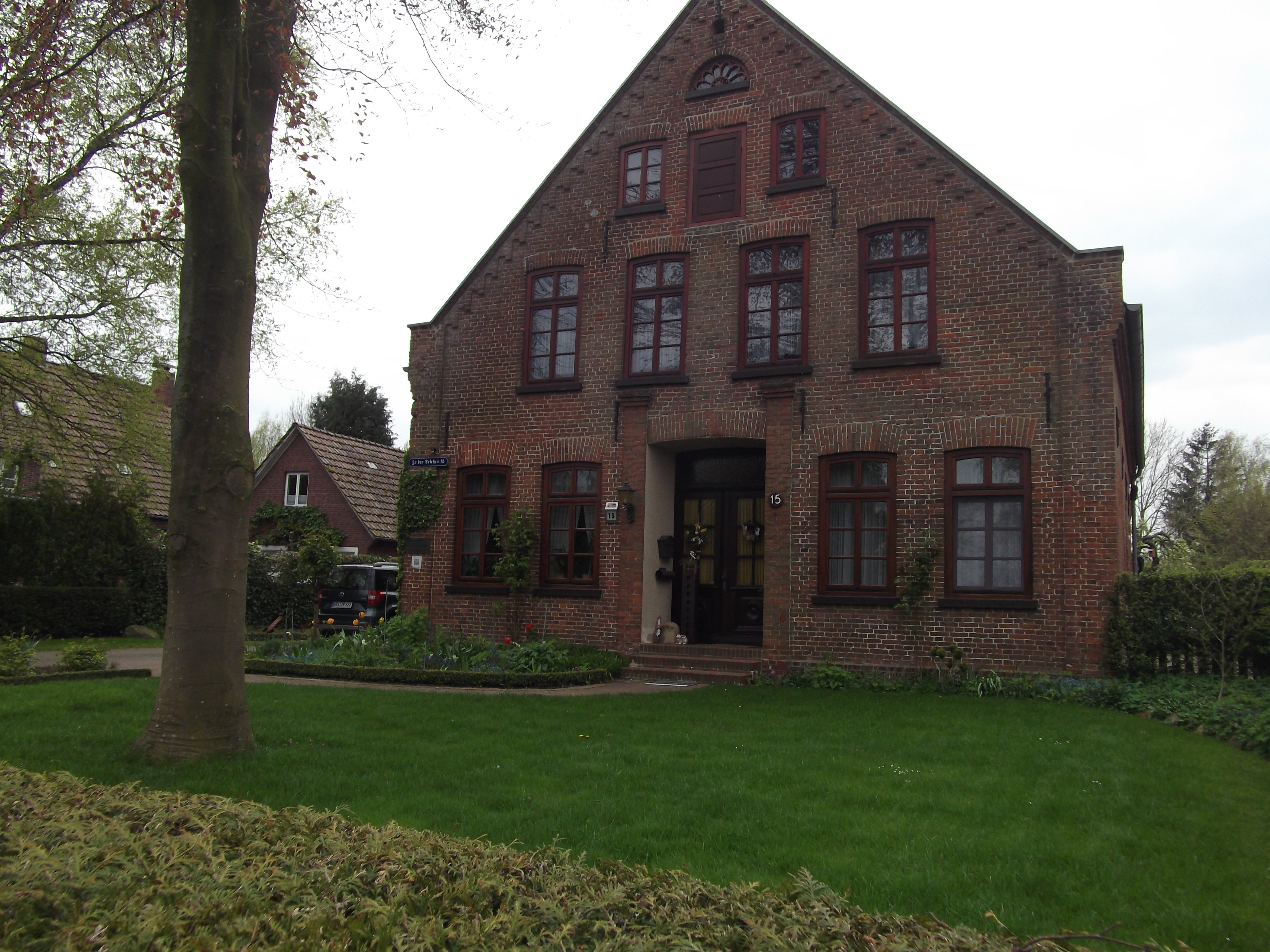
Geburtshaus von Franz Radziwill in Strohausen in Rodenkirchen (Stadland) (2017)

Franz Radziwill wurde als ältestes von sieben Kindern des Töpfermeisters Eduard Radziwill (1859–1922) und seiner Ehefrau Karoline, geborene Suhrendorf (1871–1948) in Rodenkirchen-Strohausen/Wesermarsch geboren. Nach dem Umzug der Familie 1896 wuchs er zunächst im Bremer Arbeiterviertel Walle auf, dann in Bremen-Findorff. Die Eltern schickten ihn auf die Freischule an der Großenstraße im Stephaniviertel. Ab 1909 folgte eine vierjährige Maurerlehre. Dank hervorragender Ergebnisse der Gesellenprüfung wurde Radziwill 1913 an der Technischen Staatslehranstalt Bremen zum Architekturstudium und zum Studiengang für Industrielle Formgebung zugelassen. In Abendkursen an der Bremer Kunstgewerbeschule widmete er sich dem figürlichen Zeichnen. Durch seinen Mentor, den Architekten Karl Schwally, fand Radziwill Zugang zu Künstlerkreisen in Worpswede und Fischerhude, darunter Bernhard Hoetger, Otto Modersohn, Heinrich Vogeler, Jan Bontjes van Beek, Olga Bontjes van Beek und Clara Rilke-Westhoff. Der Erste Weltkrieg unterbrach die künstlerische Entwicklung. 1915 wurde Radziwill eingezogen und bis 1918 als Sanitätssoldat in Russland, Flandern und Nordfrankreich eingesetzt. In englischer Kriegsgefangenschaft fasste er den Entschluss: „Wenn ich da lebend rauskomm, wird mein Leben in völlig anderen Bahnen laufen. Dann werde ich Maler.“

### Künstlerischer Aufbruch

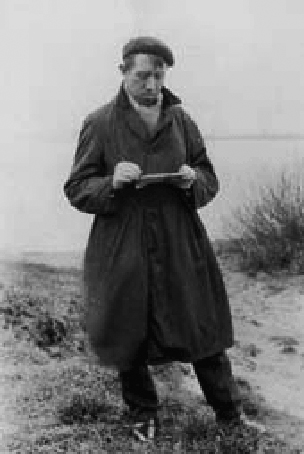
Franz Radziwill

Nach der Entlassung aus britischer Gefangenschaft fand er in dem Bremer Friseur Gustav Brocks einen Förderer, der ihm in der Innenstadt seine Perückenmacherstube unter dem Dach als Atelier und Wohnung zur Verfügung stellte. Die Obernstraße 3 blieb bis zur Übersiedlung nach Dangast im Jahr 1923 Radziwills postalische Adresse. Das Gemälde Häuser in Bremen (Landesmuseum für Kunst und Kulturgeschichte in Oldenburg) aus der Zeit um 1919 ist mit der Widmung „An Gustav Brocks“ ein Zeugnis dieser Freundschaft. Im selben Jahr gründete Radziwill mit Heinz Baden u. a. den Malerbund Der grüne Regenbogen. Die Gruppe stellte ihre Arbeiten im April 1919 in der Kunsthalle Bremen und anschließend im Kunstsalon Maria Kunde in Hamburg aus.
In Hamburg lernte Radziwill die Kunsthistoriker und Sammler Wilhelm Niemeyer und Rosa Schapire kennen, die passive Mitglieder der expressionistischen Künstlergruppe Brücke und mit deren Vertretern, insbesondere Karl Schmidt-Rottluff, eng befreundet waren. Radziwills Arbeiten ernteten begeisterte Kritiken, z. B. in den Zeitschriften Kunstblatt und Cicerone. Bis 1954 blieb die intensive Freundschaft mit Niemeyer bestehen, wie der dokumentierte Briefwechsel bezeugt. Niemeyer vermittelte auch den Kontakt zu Karl Schmidt-Rottluff, der dem jüngeren Kollegen den Rat gab, zum Malen in das Fischer- und Bauerndorf Dangast zu reisen, nachdem er dort selbst mit Erich Heckel und Max Pechstein von 1907 bis 1912 die Sommermonate verbracht hatte. Die postalische Anschrift der Brücke, deren Geschäftsführer Erich Heckel war, war in diesen Jahren der Gasthof „Zum Fürsten Bismarck“ in Dangastermoor. 1920 wurde Radziwill als jüngstes Mitglied in die Freie Secession in Berlin aufgenommen. Er lernte Künstler und Schriftsteller wie George Grosz, Rudolf Schlichter, John Heartfield, Wieland Herzfelde und Bertolt Brecht kennen. Das Berlin der 1920er Jahre war für Radziwill nach eigener Aussage ein einzigartiger Ort kultureller Produktivität und Begegnung.

### Übersiedlung nach Dangast

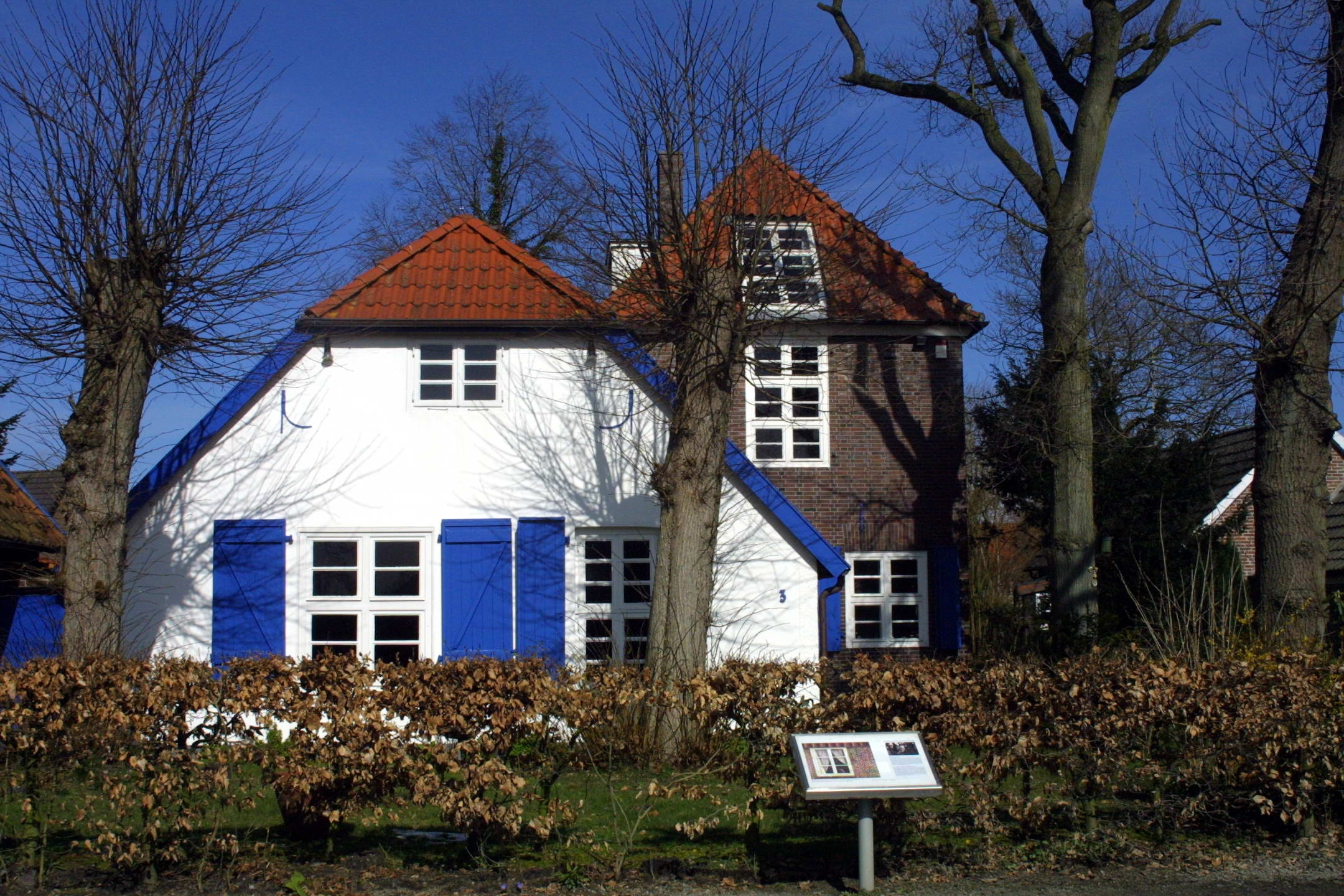
Das Haus in Dangast, im Vordergrund das Fischerhaus, im Hintergrund das später angebaute Atelier

Als Radziwill 1921 erstmals den Ort Dangast besuchte, wohnte er zunächst im Dorfkrug und dann zur Untermiete bei einer Fischerfamilie, bis er sich 1923 zur Übersiedlung entschloss. Im selben Jahr nahm er an Gemeinschaftsausstellungen in Berlin, Hamburg und New York teil. Durch Verkäufe seiner Werke konnte er ein Fischerhaus in der heutigen Sielstraße 3 erwerben, das er später ausbaute und in dem er bis zu seinem Tod wohnte und arbeitete. Im selben Jahr (1923) heiratete er Johanna Gerhardine Haase (1895–1942) aus Tweelbäke bei Oldenburg.
Mit der Übersiedlung nach Dangast geriet Radziwill in eine Umbruchphase und wandte sich vom Expressionismus ab. In der Folgezeit änderte er seine künstlerische Handschrift grundlegend. In Gedichten und lyrischer Prosa setzte er einen Neuanfang. Das dörfliche Leben in unmittelbarer Nähe zur Natur der Wattenmeerregion lieferte ihm die Impulse für einen stilistischen Richtungswechsel, der mit dem intensiven Selbststudium Alter Meister einherging. Mit den neuen nachexpressionistischen Werken trat Radziwill bereits 1924 in Berlin an die Öffentlichkeit: In der Juryfreien Kunstschau war er neben Giorgio de Chirico, Otto Dix, Paul Klee und Oskar Schlemmer mit 17 Gemälden vertreten. 1925 fand Radziwills erste große Einzelausstellung im Oldenburger Augusteum statt. Es begann die lebenslange Freundschaft mit dem Oldenburger Nervenarzt Georg Düser, der sein größter Sammler werden sollte.

### Studienreisen nach Holland und Dresden
1925 reiste Radziwill erstmals in die Niederlande. In Museen studierte er die Malerei des Goldenen Zeitalters. Im holländischen Küstenort Schoorl schloss er Freundschaft mit dem Künstler Mattheus (Thee) Lau, den er in den folgenden Jahren zum gemeinsamen Malen regelmäßig besuchte. In Amsterdam lernte Radziwill den Kunsthändler Aaron (Jack) Vecht kennen, in dessen Kunstzaalen A. Vecht er vielfach ausstellte.
Im Winter 1927/1928 ermöglichte ihm ein Stipendium Hamburger Sammler einen mehrmonatigen Studienaufenthalt in Dresden, um sich mit den Originalen von Caspar David Friedrich und Carl Gustav Carus zu befassen. Die Begegnung mit den Hauptwerken der deutschen Romantik lieferte Radziwill entscheidende Anregungen für seine Landschaftsgemälde. Otto Dix, der ab Sommer 1927 Professor an der Kunstakademie in Dresden war, stellte Radziwill ein Atelier zur Verfügung. Inspiriert von der Begegnung mit Dix, schuf Radziwill in der Dresdner Zeit zahlreiche Menschendarstellungen. Dix seinerseits porträtierte Radziwill, ein wenig schmeichelhaftes Konterfei, das 1937 in der Ausstellung „Entartete Kunst“ eine besondere Rolle spielen sollte.
1927 wurden erste Ölgemälde von öffentlichen Sammlungen angekauft. Walter Müller-Wulckow vom Oldenburger Landesmuseum erwarb das Ölgemälde Bankhausgarten (1937 beschlagnahmt/verschollen) und Gustav Hartlaub für die Kunsthalle Mannheim das Ölbild Morgen an der Friedhofsmauer, 1924 (Kunsthalle Mannheim). 1928 war Radziwill an der Ausstellung „Deutsche Kunst Düsseldorf“ beteiligt und erhielt für das Ölbild Die Straße, 1928 (Museum Ludwig, Köln) die Goldene Medaille der Stadt Düsseldorf. Ab 1929 folgten zahlreiche Ausstellungsbeteiligungen und Einzelausstellungen, u. a. in Düsseldorf und Amsterdam. Radziwill wurde von etablierten Galerien wie Neumann & Nierendorf in Berlin und Andreas Becker in Köln vertreten. Dort hatte er Kontakt zur sozialistisch orientierten Künstlergruppe Die Kölner Progressive (auch Gruppe progressiver Künstler), zu denen Maler wie Heinrich Hoerle, Franz Seiwert und Jankel Adler gehörten. 1931 schloss Radziwill sich in Berlin der revolutionären Novembergruppe an.
1931 erwarb das Oldenburger Landesmuseum für Kunst und Kulturgeschichte das Ölgemälde Das Fenster meines Nachbarn, das ein Fenster und umgebendes Mauerwerk auf äußerst präzise Weise wiedergibt. Die akribische Darstellung von Klinkersteinen galt seit dem preisgekrönten Bild Die Straße (1928) geradezu als „Erkennungszeichen“ des gelernten Maurers. Als Maler war er Autodidakt und bildete sich, wie wohl längst erfolgreich, immer noch weiter. Mit der Rückbesinnung auf die deutsche Romantik stand Radziwill einer Bewegung nahe, die in den beginnenden 1930er Jahren als Neu- oder Neoromantik populär wurde. Der Bezug auf eine traditionelle deutsche Kunst kam den Forderungen nationaler Propaganda entgegen. Um dagegen eine eigenständige künstlerische Position zu behaupten, fand unter dem Titel Die Sieben von März bis August 1932 eine umfangreiche Wanderausstellung statt, an der neben Radziwill die Maler Theo Champion, Adolf Dietrich, Hasso von Hugo, Alexander Kanoldt, Franz Lenk und Georg Schrimpf teilnahmen. Die sieben Künstler taten sich auf Einladung des Kurators Richard Reiche, tätig im Wuppertaler Kunstverein, zusammen. Am 7. September 1932 kaufte Ludwig Justi als Direktor der Nationalgalerie in Berlin Radziwills Gemälde Der Hafen II von 1930 an. Dargestellt sind die legendären Passagierdampfer Europa und Bremen, die 1929 und 1930 das Blaue Band für die schnellste Atlantiküberquerung gewannen. Das Dampferbild zeigt Radziwills ambivalente Faszination durch technische Entwicklungen und seine Zugehörigkeit zur künstlerischen Bewegung der Neuen Sachlichkeit. Insofern ist seine Hinwendung zur Romantik nicht einfach nur rückwärtsgewandt, sondern behält die Auseinandersetzung mit den technischen Entwicklungen der Gegenwart im Blick.

### Zeit des Nationalsozialismus und Zweiter Weltkrieg
Radziwill, der sich selbst als „Proletarier der Kunst“ oder „Arbeiter der Malerei“ bezeichnete, fühlte sich von den Vorstellungen eines nationalen Sozialismus angezogen und sympathisierte mit dem „linken“ Flügel der NSDAP (Otto Strasser, Gregor Strasser). Bereits am 1. Juli 1932 schrieb er an seinen Freund Niemeyer: „Die Revolution von 1918 hat die Bewohner der Paläste nicht zum Verlassen zwingen können, aber die kommende wird die Paläste verschwinden lassen … gebt Hitler Eure Stimme…“. Zum 1. Mai 1933 trat Radziwill in die NSDAP ein (Mitgliedsnummer 1.850.903).
Ab 1931 pflegte Radziwill Kontakt mit dem Bildhauer Günther Martin aus Oldenburg, der 1933 in Berlin die „Ateliergemeinschaft Klosterstraße“ gründete, welcher etwa 40 Bildhauer, Maler und Grafiker unterschiedlicher Stilrichtung und politischer Ausrichtung, von KPD- bis NSDAP-Mitgliedern, angehörten, darunter Käthe Kollwitz, Herbert Tucholski und Jan Bontjes van Beek, den Radziwill aus Fischerhude kannte. Als Mitglied der NSDAP trug Martin seine Vorstellung deutscher Kunst, die sich gegen den völkischen „Kampfbund für deutsche Kultur“ richtete, dem preußischen Kultusminister Bernhard Rust vor. Mit Martin teilte Radziwill die Ablehnung der aufkommenden völkischen Kunstauffassung, die von Hitlers Kunstideologen Alfred Rosenberg, Vertreter des „Kampfbundes für deutsche Kultur“, propagiert wurde. In Opposition zu Rosenberg sahen sich Radziwill und Martin als Vorkämpfer für einen nationalen Aufbruch in die Moderne. Unter dem Titel Die Gemeinschaft realisierten sie ab 1933 Ausstellungen.
Im Juli 1933 wurde Radziwill als Professor auf den Lehrstuhl Freie Malerei an die Kunstakademie Düsseldorf berufen, nachdem dort Professoren wie Heinrich Campendonk, Paul Klee und weitere acht Stelleninhaber von den Nationalsozialisten aus ihrem Amt entlassen worden waren. Es trifft jedoch nicht zu, dass Radziwill, wie häufig behauptet, dort Paul Klee verdrängt hätte (den er übrigens ausdrücklich schätzte, wie er schon 1926 anlässlich einer Ausstellung in Oldenburg Wilhelm Niemeyer gegenüber bekannte). Eberhard Schmidt konnte in seiner 2019 erschienenen Radziwill-Biographie anhand der Stellenpläne der Akademie Düsseldorf nachweisen, dass Radziwill nicht auf die Stelle Klees berufen wurde. Paul Klee war „Ordentlicher Professor“, Radziwill „Professor und außerordentlicher vollbeschäftigter Lehrer für das Gebiet der Malerei“ mit 18 Stunden Lehrdeputat pro Woche ab 1. Oktober 1933. Seine Stelle wurde aus den Mitteln finanziert, die durch die Entlassung der Professoren Holzknecht (Architektur) und Albrecht (Plakatmalerei) freigeworden waren. Auch in der Presse, die die Neueinstellungen kommentierte, war nirgends die Rede davon, Radziwill habe Klee ersetzt. 1934 war Radziwill auf der XIX. Biennale in Venedig mit den Gemälden Die Straße, 1928 (Slg. Museum Ludwig Köln) und Der Sender Norddeich (1932, Slg. Deutsches Postmuseum Frankfurt) vertreten.
Um 1934 begann Radziwill das umstrittene, später weitergemalte Bild mit dem ursprünglichen Titel Revolution, später Dämonen, auf dem ein erschlagener SA-Mann auf der Straße liegt. Im ursprünglichen Zustand fehlten die Erhängten, die Gespenster, zwei Spruchbänder und die Aufschrift auf der Fassade „Im Lichte der Staatsideen oder der eine bringt den anderen um“. In der NS-Zeit wurde das Bild nicht ausgestellt und spielte bei Radziwills Entlassung aus dem Lehramt eine Rolle, vermutlich, weil nach dem sog. Röhmputsch 1934 der „linke“ Flügel der SA diskreditiert war. Außerdem wirkt der erschlagene SA-Mann wenig heroisch und eher bemitleidenswert.
Nachdem Franz Radziwill, der zu keinen künstlerischen Zugeständnissen bereit war, im Mai 1934 seine Stellung in der Reichskammer der bildenden Künste verloren hatte, handelte er sich seitens des Düsseldorfer Akademie-Direktors eine Rüge wegen häufiger Abwesenheit ein. Möglichst oft zog Radziwill mit seinen Studenten zum Malen an den Niederrhein, z. B. nach Kalkar.
Im Herbst 1934 entdeckten Studenten, die dem „Kampfbund für deutsche Kultur“ nahestanden, auf dem Dachboden der Hamburger Kunstakademie frühe expressionistische Arbeiten Radziwills, die sein Freund Niemeyer dort deponiert hatte. Daraufhin wurde der Maler öffentlich als „Kulturbolschewist“ und Vertreter der sog. „Verfallskunst“ angeprangert. Im April 1935 wurde im Jenaer Kunstverein erstmals eine seiner Ausstellungen vorzeitig geschlossen. Im September 1935 erfolgte die Entlassung aus dem Lehramt in Düsseldorf mit der offiziellen Begründung „pädagogische Unfähigkeit“.
Radziwill kehrte nach Dangast zurück und widmete sich dem Ausbau seines Hauses mit einem großen Atelier im 1. Stock, von dem aus er den Jadebusen sehen konnte. Er übernahm die Funktion eines NSDAP-Kreiskulturstellenleiters im Kreis Friesland und den eigens für ihn geschaffenen Posten eines Ortsgruppenpropagandaleiters in Dangast, wie der Oldenburger Gauleiter Carl Röver, der ihn als Maler schätzte, ihm geraten hatte. In dieser Funktion gab Radziwill eine an ihn gerichtete Beschwerde weiter: Beim Aufmarsch zum Tag der Arbeit am 1. Mai 1937 von Dangast nach Varel hatten sich zwei Dangaster NSDAP-Mitglieder vorzeitig entfernt und eine Kneipe aufgesucht. Darüber beschwerte sich ein Funktionär der Deutschen Arbeitsfront bei Radziwill, der seinerseits entsprechende Meldung an seine Dienststelle machte. Die Angelegenheit hatte für keinen der Beteiligten Folgen.
Hinsichtlich seines expressionistischen Frühwerks, das den Anstoß zum Verlust der Professur gegeben hatte, wurde Radziwill 1936 mit Unterstützung des Oldenburger Gauleiters und Reichsstatthalters Carl Röver, einem Nachbarn des Sammlers Georg Düser, der sich bei ihm für Radziwill einsetzte, rehabilitiert. Darin kam die widersprüchliche kunstpolitische Orientierung der Nationalsozialisten bis 1937 zum Ausdruck: Während Goebbels und Göring mit dem Expressionismus als genuin deutscher Kunst sympathisierten, lehnte Rosenberg als führender Ideologe und Sprachrohr der Auffassungen Hitlers die moderne Kunst grundsätzlich ab. 1937 wurde die antimoderne NS-Kunstdoktrin mit der Ausstellung „Entartete Kunst“ in München endgültig besiegelt.
Nach der Entlassung aus der Düsseldorfer Akademie 1935 fanden noch bis Mai 1938 Einzelausstellungen von Werken Radziwills statt, darunter 1936 in Wilhelmshaven, 1937 im Städtischen Museum in Wuppertal, im Kunstverein Köln und im Hamburger Kunstkabinett Hildebrand Gurlitt. Letztere endete vorzeitig mit einem Eklat. Auch noch im Vorfeld der Aktion Entartete Kunst stellte der Kunsthistoriker Gurlitt in seiner Hamburger Galerie Kunst der Moderne aus. Die Radziwill-Ausstellung 1937 wurde in der Presse überwiegend positiv aufgenommen. Anlässlich des Eröffnungsvortrags von Wilhelm Niemeyer in Anwesenheit des Künstlers erhoben Vertreter des NS-Studentenbundes heftige Vorwürfe gegen den Vortragenden. Anschließend boykottierten sie seine Vorlesungen an der Hochschule, und Niemeyers Name erschien am Pranger der Münchener Ausstellung Entartete Kunst als „Kritiker der Systemzeit“. Nach Maike Bruhns wurde der Streit durch Radziwills Kriegsbilder ausgelöst, die, so die NS-Presse, Heroismus vermissen ließen. Der Angriff richtete sich aber auch gegen Gurlitt, dessen Großmutter jüdischer Abstammung war. Am 31. März 1937 schrieb Niemeyer an Radziwill, der Hamburger Kunsthallen-Direktor Werner Kloos habe verlauten lassen, „dass G.s Bude geschlossen werden würde, wenn er Deine Kriegsbilder ausstellen sollte.“
Im Februar 1938 stellte Radziwill noch in der Kunsthalle Bremerhaven aus. Gleichzeitig wurde er bereits als „entarteter“ Künstler angeprangert. Die Münchner Propagandaausstellung Entartete Kunst von 1937 zeigte an der Stirnwand das von Otto Dix im Winter 1927/1928 in Dresden gemalte Porträt Radziwills, versehen mit der Unterschrift: „Kulturbolschewist Radziwill, wie kann man sich so malen lassen?“, wie in der begleitenden Ausstellungsbroschüre. In der gleichnamigen Folgeausstellung ab Februar 1938 in Berlin wurden auch drei frühe Werke von Radziwill gezeigt. Das Gemälde Nackte Frau mit bekleidetem Mann in einem Raum (ca. 1920, verschollen) ist in der Ausstellungsbroschüre abgebildet.
Trotz persönlicher Aufforderung von Adolf Ziegler, dem Präsidenten der Reichskammer der „Bildenden Künste“, neue Arbeiten zur großen deutschen Kunstausstellung im Münchener Haus der Kunst am 18. Juli 1937 einzureichen, bewarb sich Radziwill nicht. 1938 malte Radziwill das Bild Grodenstraße nach Vareler Hafen mit entsprechender provozierender Farbgebung mit gelb-grün-blauem Himmel. Schon das Bild von 1937 Muschelkalkmühle im Vareler Hafen zeigte ähnliche Farben.
Das Gemälde Die Straße, das Radziwill 1928 die „Goldene Medaille der Stadt Düsseldorf“ eingebracht hatte und 1934 auf der Biennale in Venedig die Kunst des neuen deutschen Reiches repräsentierte, ließ Adolf Ziegler, am 9. November 1937 in Königsberg beschlagnahmen. Die dort geplante Ausstellung musste abgesagt werden. Insgesamt wurden über 50 Werke von Radziwill konfisziert – darunter Gemälde, Aquarelle und druckgrafische Arbeiten. Die meisten davon sind verschollen. Zählt man die Blätter der druckgrafischen Mappenwerke einzeln, ergibt sich eine Zahl von 275 beschlagnahmten Werken, von denen 244 Arbeiten als inzwischen zerstört gelten. In einem Schreiben der Reichskammer für Bildende Künste vom 20. Mai 1938 an Radziwill verhängte Ziegler ein Ausstellungsverbot für Einzelausstellungen.
Radziwill erlebte ein Wechselbad von Anerkennung und Diffamierung. Obwohl er sich bereits 1923 mit der Übersiedlung nach Dangast von seinem expressionistischen Frühwerk abgewandt hatte und seit 1933 Parteimitglied war, konnte er weder die Entlassung als Professor noch die Beschlagnahmung seiner Werke verhindern. In München und Berlin verfemt, hatte er im Nordwesten immer noch Erfolge. Durch Kontakt zu hochrangigen Marineangehörigen im nahe gelegenen Wilhelmshaven nahm er von 1935 bis 1939 an Schiffsreisen nach Brasilien, zu den Karibischen Inseln, nach Nordafrika, Spanien, Großbritannien und Skandinavien teil. Der Maler pflegte Freundschaften mit den Admiralen Otto Ciliax und Hermann von Fischel und dem malenden Marineoffizier Fritz Witschetzky. Auch mit Admiral Wilhelm Canaris war er bekannt. Als Auftragsarbeiten entstanden 1936 Auslaufendes U-Boot für die Jugendherberge in Rüstringen und 1939 Die Tankschlacht von Cambrai 1917 für die Lübecker Cambrai-Kaserne. Radziwills Marinebilder waren jedoch propagandistisch nicht zu nutzen, da sie apokalyptisch wirkten und die bedrohliche Wucht der Kriegsmaschinerie schonungslos darstellten. Manche Kritiker lobten die Bilder, in anderen Zeitungsberichten wurde dem Maler zum wiederholten Mal fehlender Heroismus und mangelnder Kampfeswille bescheinigt. Das Gemälde Der U-Boot-Krieg/Der totale Krieg/Verlorene Erde von 1939 wurde 1941 auf der großen Gau-Ausstellung Weser-Ems in Oldenburg zunächst gezeigt, dann abgehängt. Auf dieses Endzeitszenario, heute in der Sammlung der Städtischen Galerie im Lenbachhaus in München, folgten weitere Bilder von zerstörten Landschaften und Ruinen. Das Thema der Zerstörung der Lebenswelt des Menschen und der Natur durch Krieg, technische Hybris und wirtschaftliche Entwicklungen beschäftigte den Maler auch nach 1945 bis zu seinem Tod.
Im Gegensatz zu seinem frühen Engagement für den Nationalsozialismus, das von der Hoffnung auf soziale und nationale Gerechtigkeit bestimmt war, stand Radziwill dem NS-Regime ab Mitte der 1930er Jahre zunehmend distanziert, in den letzten Jahren ablehnend, gegenüber. Er pflegte Freundschaften mit Pfarrern der Bekennenden Kirche wie Otto Wellmann und Fritz Schipper. 1937 fand unter dem Vorwand eines Atelierbesuches eine verbotene Versammlung der Bekennenden Kirche in Radziwills Haus statt. Anschließend wurde der Maler von der Gestapo verhört. Die Abwendung vom Nationalsozialismus wird 1938 im Stillleben mit Fuchsie (Sammlung Claus Hüppe, courtesy Kunsthalle Emden) erkennbar. Das Gemälde zeigt ein Buch auf einem Tisch, auf dessen Rücken der Titel „Macht geht vor Recht“ zu lesen ist. Dennoch resümierte Radziwill 1939 in einem Brief an seinen Freund Wilhelm Niemeyer, dass das Jahr 1938, in dem er Ausstellungsverbot erhielt, nicht nur eine Zeit der Demütigung gewesen sei, sondern auch „das schaffensreichste und erfolgreichste“ seines Lebens.
1939 bis 1941 wurde Radziwill als Soldat an die Westfront geschickt, 1941 aus Altersgründen vom Militärdienst befreit, 1942 aber wieder zum Dienst bei der Luftschutzpolizei in Wilhelmshaven und bei der Feuerwehr in Dangast verpflichtet. Im selben Jahr starb seine Frau. Zutiefst erschüttert, reiste er zu Freunden an die Mosel und in die Steiermark. 1944 wurde er als Luftschutzpolizist in Wilhelmshaven eingesetzt, anschließend als technischer Zeichner in der Maschinenfabrik Heinen in Varel, im April 1945 zum Volkssturm eingezogen und nach Schleswig-Holstein geschickt. Dort geriet er in englische Kriegsgefangenschaft, aus der er fliehen konnte, so dass er im Winter 1945 traumatisiert vom Krieg nach Dangast zurückkam.

### Nachkriegszeit

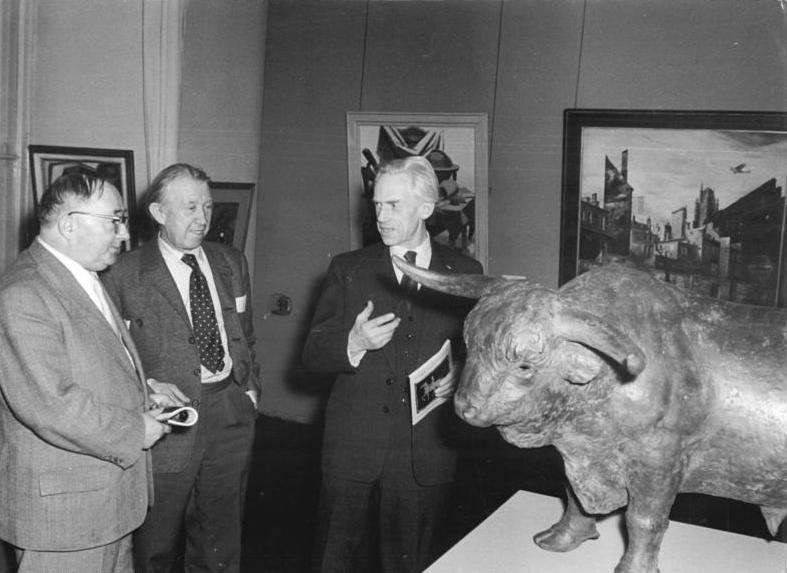
1956 in der DDR: Heinrich Drake, Radziwill und Max Schwimmer

In einem Brief an den Bildhauer Gerhard Marcks 1947 bezeichnete der expressionistische Maler und Direktor der Hochschule für Bildende Künste Berlin Karl Hofer Radziwill als „Naziwill.“ Er schrieb: Breker lässt auch mich indirekt bestürmen, aber diese Entnazifizierung scheint mir wirklich nicht möglich, obwohl er zum Unterschied von den Schweinehunden Nolde und Naziwill sich anständig und hilfsbereit verhalten hat.
Zu Hofers Empörung über Radziwill hat wohl die Aussage des Galeristen Alex Vömel entscheidend beigetragen, Radziwill habe 1933 eine Hofer-Ausstellung im Krefelder Kunstverein verhindert und sich negativ über etliche Künstler geäußert. Vömel hatte sowohl Karl Hofer wie die ausländische Presse falsch informiert und das 1948 zugegeben. Nachdem Hofer den Widerruf erfahren hatte, zitierte er Radziwill in der Zeitschrift Bildende Kunst, die er damals herausgab: „Der Mensch steht zwischen Gott und der Natur, verliert er Gott, verliert er die Natur – verliert er die Natur, verliert er Gott, in beiden Fällen stets auch den Menschen und damit alles. Die Abstrakten verloren die Natur und mit ihr Gott und den Menschen.“
Im Entnazifizierungsverfahren wurde Radziwill zunächst als der Kategorie IV der Mitläufer zugeordnet. Nach seinem Einspruch folgte 1949 mit der Einstufung in Kategorie V die Entlastung.
Nach dem traumatischen Erlebnis eines Zweiten Weltkriegs und dem Verlust seiner Frau widmete Radziwill sich auch religiösen Themen. Sein künstlerisches Anliegen war der Gegenentwurf zu einer materialistisch orientierten Gesellschaft, wie er sie im Deutschland der Nachkriegszeit erlebte. Er sah sich in der Rolle des Mahners, dessen Bilder zur Umkehr auf dem Weg in weitere Katastrophen aufrufen. Er plädierte für ein radikales Umdenken und ein erneuertes Verständnis von Religion im Sinne von Pazifismus, Grenzen des Wirtschaftswachstums und Bewahrung der Natur. Die Unterscheidung zwischen dem Kosmos als menschlichem Daseinsraum und dem Himmel als Sphäre des Göttlichen wurde zu einem wesentlichen Bestandteil seiner Botschaft. Sein Spätwerk kreist um die Grenzen wissenschaftlicher Erkenntnis und die unabsehbaren Gefahren grenzüberschreitender Experimente.
Im Frühjahr 1947 heiratete Radziwill die Schriftstellerin Anna Inge Rauer-Riechelmann (1906–1990). Sie stammte aus Veltheim am Fallstein. Im September desselben Jahres wurde Radziwills einzige Tochter Konstanze geboren.
Ab 1947 schrieb Radziwill Essays, in denen er mehrfach vor dem Kulturabbau und dem daraus resultierenden Ende der Kunst als unverzichtbare sinnstiftende und völkerverbindende Impulsen warnte. Die abstrakte Kunst negierte er, weil sie, wie er und viele andere Künstler der Neuen Sachlichkeit (Otto Dix) behaupteten, nicht zur Auseinandersetzung mit den drängenden Fragen der Zeit tauge. Von 1956 bis 1966 nahm er regelmäßig an Tagungen für bildende Künstler in der Evangelischen Akademie Loccum teil. Mit Vorträgen beteiligte er sich an Seminaren, in denen es um die künstlerische Gestaltung von Glaubensaussagen ging.
Als sich die Bildende Kunst nach 1945 in der Bundesrepublik neu definierte, war die von den Nationalsozialisten verfemte abstrakte Malerei vorherrschend. Sie prägte die Neuausrichtung der Museen und des Kunstmarktes. Als Vertreter einer gegenständlichen Malerei blieb Radziwill im Abseits. Das Werk Die Schönheit des Alleinseins, 1948 (Landesmuseum für Kunst und Kulturgeschichte Oldenburg), das einen einsamen Schlittschuhläufer im Hafen zeigt, nimmt darauf Bezug. Aufgrund der schwierigen wirtschaftlichen Situation vermietete die Familie den Sommer über das alte Fischerhaus an Kurgäste, und der Maler tauschte Bilder mit privaten Freunden gegen Lebensmittel.
Ab 1950 unternahm Radziwill Reisen in die neugegründete DDR. Dort war gegenständliche Kunst als sozialistischer Realismus weiterhin Programm. Er traf Kollegen aus der Weimarer Zeit wie George Grosz, Otto Griebel, Otto Nagel und besuchte auch Bertolt Brecht im Theater am Schiffbauer Damm. 1955 und 1956 war Radziwill an Ausstellungen in der Deutschen Akademie der Künste beteiligt. 1957 zeigte die Ostberliner Nationalgalerie eine umfangreiche Einzelausstellung von ihm. Die linksorientierte Zeitschrift Tendenzen war die einzige, die in der Bundesrepublik regelmäßig Abbildungen seiner Werke brachte. 1972 erschien im Henschel Verlag die Radziwill-Monografie von Roland März. Radziwill wurde sogar das inzwischen als Landwirtschaftliche Produktionsgenossenschaft (LPG) bewirtschaftete Gut, von dem seine Frau stammte, zur Einrichtung einer Malschule angeboten, aber er lehnte eine Übersiedlung in die DDR ab.

### Engagement im Naturschutz
Für Radziwill war das Erleben ursprünglicher Natur existenziell. Land und Meer, Flora und Fauna der norddeutschen Küstenregion waren seine unverzichtbaren Inspirationsquellen. Umso sensibler registrierte er den Wandel seiner Umgebung, als mit dem „Wirtschaftswunder“ eine neue Dimension des Tourismus in das kleine auf einer Halbinsel gelegene Dorf Dangast am Jadebusen einbrach. Seit Mitte der 1950er Jahre engagierte sich Radziwill für den Erhalt seiner Wahlheimat als Künstlerort. Darüber hinaus kämpfte er als Umweltaktivist für den Naturschutz. Er demonstrierte gegen Bauvorhaben, setzte sich gegen das Schürfen von Sand und Kies ein und war im Wattenmeergebiet über ein Jahrzehnt ehrenamtlich als Vogelschutzwart tätig. Briefe, Zeitungsberichte und Fotografien belegen seinen Einsatz für den Erhalt der ursprünglichen Landschaft, von der schon die Brücke-Maler fasziniert waren, und die auf Radziwills Initiative endlich unter Landschaftsschutz gestellt wurde. Häufig ist seine Zivilisationskritik, die in zahlreichen Gemälden der letzten Lebensphase erkennbar wird, an Dangaster Motiven festgemacht. Den Beginn seiner Auseinandersetzung mit der Umwandlung des Küstenraums zeigen die fünf Auftragsarbeiten zum Thema Küstenschutz und Landgewinnung, die er ab 1952 für das Wasserwirtschaftsamt Wilhelmshaven anlässlich des Dangaster Sielbaus und des neuen Hafens malte.

### Späte Erfolge
Mit der Rückkehr des Realismus in die Gegenwartskunst erfuhr Radziwills Werk eine „Renaissance“. Ab Mitte der 60er Jahre fanden wieder große Einzelausstellungen in Museen und Kunstvereinen statt. Über seine Freundschaft zu dem Surrealisten Edgar Ende kam es 1959 zum Beitritt zur internationalen Künstlergemeinschaft CIAFMA, Centre International de l’Actualité Fantastique et Magique, die den fantastischen Realismus als Gegenströmung zur abstrakten Malerei propagierte. Von 1960 bis 1966 nahm Radziwill an Gruppenausstellungen der CIAFMA teil.
1963 wurde Radziwill mit dem Rom-Preis der Deutschen Akademie ausgezeichnet und verbrachte Anfang 1964 drei Monate als Ehrengast in der Villa Massimo. Anschließend bereiste er Griechenland. Mythologische Sujets gingen verstärkt in seine Malerei ein. 1968 entdeckte ihn der Mailänder Kunsthistoriker und Kunsthändler Emilio Bertonati. Anlass dazu bot eine große Einzelausstellung mit rund 200 Werken in der Kölner Galerie Baukunst. Bertonati, ausgewiesener Kenner der Pittura metafisica, verkaufte in seiner Galleria del Levante zahlreiche Werke an italienische Sammler und initiierte weitere Ausstellungen in Mailand, Rom und Parma.
Zu Radziwills 75. Geburtstag richtete der Bremer Kunstverein im Winter 1970/1971 in der Kunsthalle eine umfassende Retrospektive aus. Zum 80. Geburtstag, 1975, ehrte ihn das Landesmuseum für Kunst und Kulturgeschichte Oldenburg mit einer umfangreichen Schau. Zudem schenkte der Künstler dem Land Niedersachsen fünf repräsentative Spitzenwerke aus allen Schaffensphasen, nämlich Strand von Dangast mit Flugboot (1929), Stillleben mit blätterndem Mohn (1922), Sich kämmendes Mädchen (1923), Vogelscheuche vor dem Fischerhaus (1924), An der Provence (1961). Mit weiteren Dauerleihgaben des Künstlers sowie Ankäufen seitens des Landes Niedersachsen entstand im Landesmuseum Oldenburg die größte öffentliche Sammlung seiner Werke.
1978 kaufte Hans Koschnick, Bürgermeister von Bremen, mit Unterstützung von Banken das Ölbild Die Klage Bremens aus dem Jahr 1946. Als Mahnmal zeigt es die zerstörte Hansestadt nach dem Zweiten Weltkrieg. Das Werk hängt im Bremer Rathaus.
Die zu Lebzeiten größte Ausstellung seiner Arbeiten mit 381 Exponaten zeigte die „Neue Gesellschaft für Bildende Kunst“ (NGBK), von November 1981 bis Januar 1982 in Berlin. Im Anschluss waren die wichtigsten Bilder dieser Schau 1982 im Landesmuseum Oldenburg und im Kunstverein Hannover zu sehen.
Aufgrund eines Augenleidens gab Radziwill 1972 die Malerei auf. Am 12. August 1983 starb er in einem Krankenhaus in Wilhelmshaven.

## Werk
Der Maler Franz Radziwill nimmt in der Kunstgeschichte des 20. Jahrhunderts eine Ausnahmeposition ein. Kunsthistorisch gilt die Gliederung seines Œuvres in expressionistisches Frühwerk, neusachliches und magisch-realistisches Hauptwerk sowie symbolistisches Spätwerk. Das Gesamtwerk umfasst Landschaften, Stillleben und Porträts. Zentrales Thema des Malers ist das Spannungsverhältnis von Natur und Technik. Stilistisch orientierte er sich an den Avantgarde-Künstlern des beginnenden 20. Jahrhunderts, erste Arbeiten zeigen sich beeinflusst von Vincent van Gogh, Edvard Munch und Marc Chagall.

### Expressionismus
Nach einer Phase des Experimentierens hatte die Beschäftigung mit den Brücke-Malern entscheidende Auswirkungen auf sein Frühwerk. Vor allem Karl Schmidt-Rottluff wurde für den jungen Maler zum Vorbild. Radziwill orientierte sich am Expressionismus. Er fabulierte mit irrealen Proportionen, Perspektiven und märchenhaften Einfällen, mit letzteren ging er bereits über den Expressionismus hinaus. Akademische Regeln interessierten ihn zunächst nicht. Er reduzierte einzelne Bildelemente auf markante Formen. Schon im Frühwerk fand er zu einer Raumauffassung, die er im Spätwerk nochmals aufgriff. Nicht selten erscheinen die Bildräume collagenhaft verschachtelt. Die Grenzen zwischen Haus und Raum sind in Auflösung begriffen. Starke Nahsichten vor extremen Fluchten verweisen auf andere Dimensionen, in die das dargestellte Geschehen eingebunden ist. Von 1919 bis 1922 entstanden expressionistische Holzschnitte im Schwarz-Weiß-Druck. In der von Wilhelm Niemeyer und Rosa Schapire herausgegebenen Kunstzeitschrift Die Kündung erschienen 1921 fünf Holzschnitte als Auftragsarbeiten. 1922/23 widmete er sich der Radierung als Medium der Vervielfältigung seiner Bildideen. In Form von Kaltnadelradierungen beschäftigte er sich mit denselben Sujets wie in den Ölgemälden dieser Zeit.

### Umbruch
Nach der Übersiedlung in das Fischer- und Bauerndorf Dangast am Jadebusen im Jahr 1923 löste sich Radziwill vom expressionistischen Stil und fand zu einer neuen künstlerischen Position. Die bisherige Malweise entsprach nicht mehr seiner künstlerischen Intention. Das Erlebnis der Natur der Wattenmeerregion als unmittelbarer Umgebung bedeutete für ihn eine neue malerische Herausforderung. Vor der Weite der Landschaft wurde ihm klar, dass er sich im Zuge der Erneuerung überkommener künstlerischer Konventionen zu weit von der Wirklichkeit entfernt hatte. Schon ab 1924 konzipierte er seine Bilder realistischer und studierte in dieser Absicht die altdeutsche und niederländische Kunst des 16. bis 18. Jahrhunderts. Studienaufenthalte in Holland bestärkten seinen Stilwandel. Er widmete sich aber auch den phantastischen Panoramen von Pieter Bruegel und Hieronymus Bosch, studierte die Atmosphäre in den Werken von Hercules Seghers und das fokussierende Licht bei Rembrandt van Rijn. Radziwill bewunderte die handwerkliche Virtuosität der Alten Meister, die mit dem Aufkommen abstrakter Kunst ihre Bedeutung eingebüßt hatte. 1924 zitierte Radziwill in einem Bild Albrecht Dürers berühmtes Aquarell Das große Rasenstück (Slg. Landesmuseum für Kunst und Kulturgeschichte Oldenburg), dem er als ehemaliger Maurer einen gebrochenen Klinkerstein hinzufügte. Als gelernter Maurer und Sohn eines Töpfermeisters hatte er handwerkliches Traditionsbewusstsein verinnerlicht.
Aus den niederländischen Landschaftsbildern übernahm der Autodidakt die Perspektive und lässt somit den Betrachter aus einer leicht erhöhten Position auf das Geschehen blicken. Die Horizontlinie legte er in das untere Drittel des Bildes. Damit erreichte er eine Tiefenwirkung, die die Weite der Landschaft suggeriert. Gleichzeitig verdunkelten sich seine Bildräume. Radziwill schuf unheimliche Nachtszenen und setzte harte Kontraste von Hell zu Dunkel. Die phantastische Lichtführung wurde gleichsam zu einem Merkmal seiner Kunst.
Weitere entscheidende Anregungen lieferten ihm die deutsche Romantik. Eine Art Seelenverwandtschaft mit seinen Empfindungen vor der Natur entdeckte Radziwill in den Bildern von Caspar David Friedrich und Carl Gustav Carus. Aus ihren Werken griff er kompositorische Strukturen auf und machte motivische Anleihen bis hin zu Analogien oder auch Bildzitaten. Neben Naturansichten unter hohen Himmeln und Schneelandschaften übernahm er das Fenstermotiv als typisch romantischen Topos.

### Neue Sachlichkeit und Magischer Realismus
Mit der naturgetreuen Darstellung in altmeisterlicher Manier gehörte Radziwill einerseits zur Strömung der Neuen Sachlichkeit, galt aber auch mit surrealistischen Anklängen seiner Bildfindungen bald als führender Vertreter des Magischen Realismus. Fasziniert von Giorgio de Chirico und der Pittura Metafisica nahm er auch von daher Anleihen in sein Werk auf. Radziwill steigerte den Ausdruck seiner Bilder durch Übergenauigkeit und Farbintensität derart, dass die Wirklichkeit zum Mysterium geriet. Mit der Fähigkeit, Realität ins Bild zu bringen und zugleich eine weitere, metaphysische Dimension anzudeuten, nimmt er eine unverwechselbare Position in der Malerei seiner Zeit ein.

### Spätwerk
Nach dem Zweiten Weltkrieg entwickelte Radziwill eine zunehmend symbolgeladene Malerei. Sämtliche Grundlagen seines bisherigen Schaffens wurden mit Anregungen verbunden, die mystischen Vorstellungen und christlichen Bildtraditionen entstammen. In seinem künstlerischen Selbstverständnis fand ein nochmaliger Stil- und Positionswechsel statt. Ist die Anwesenheit des Transzendenten in seinen früheren Werken nur „in den Zwischenräumen des Wirklichen“ ahnbar, so entwickelte er im Spätwerk für die Anwesenheit des Metaphysischen oder Göttlichen eine persönliche bildliche Symbolik. Erneut bot sein Studium alter Meister einen Fundus an Darstellungsformen, die er auf seine Weise verarbeitete. Von besonderer Bedeutung für ihn waren Albrecht Altdorfer und Matthias Grünewald und wieder Hieronymus Bosch. Einerseits entwickelte er Bildzeichen, die seiner eigenen Mythologie entstammten, andererseits bediente er sich der christlichen Ikonografie. Die neuen Elemente wurden Ausdruck seiner erweiterten künstlerischen Botschaft, sie sind Vehikel, um eine unsichtbare Dimension sichtbar zu machen.
Radziwill pointierte die Vorstellung einer anderen Ordnung mit dem Gemälde Der Kosmos kann zerstört werden, der Himmel nicht, 1953 (Slg. Stadtmuseum Oldenburg). Das Gemälde imaginiert den Zerfall der bislang fest gefügten Weltordnung. Das brechende Firmament des naturwissenschaftlichen Weltbildes vor dem unendlich erscheinenden Raum stellt den irdischen Lebensraum des Menschen dar, der trotz aller Zerstörung von einem göttlichen Universum umschlossen bleibt. Auch in weiteren Bildern finden sich Hinweise auf einen solchen Glauben: Mechanische Zeit ist nicht des Schöpfers Zeit, 1947 oder Wo der Baum nicht mehr wächst, ist Gott auch, 1951. Jürgen Hoffmann (1981) beschreibt Radziwills Motive als beabsichtigte Polarisierung der menschlichen und göttlichen Existenz, um metaphysische Zusammenhänge zu visualisieren.
Mit dem wachsenden Engagement für den Landschaftsschutz traten die religiösen Bildinhalte ein Stück zurück, blieben in den zivilisationskritischen Motiven aber latent erhalten. Die menschliche Hybris thematisierte Radziwill in dem Gemälde Sturz des Ikarus, 1960, und schuf damit eine neue Variante vom Todessturz Karl Buchstätters, 1928 (Slg. Museum Folkwang, Essen). Letzteres geht auf einen realen Absturz bei einer Flugschau am 2. Juni 1912  in Bremen zurück, den Radziwill als Augenzeuge miterlebte und der seine kritische Haltung gegenüber dem modernen Fortschrittsglauben prägte.

### Übermalungen
In der Nachkriegszeit übermalte Radziwill etliche seiner Arbeiten aus früheren Schaffensphasen bis hin zum expressionistischen Frühwerk. Diese Veränderungen werden unterschiedlich bewertet. Radziwill bestückte seine Werke zunehmend mit Zeichen für die Anwesenheit metaphysischer Kräfte. Als Schöpfer seiner Werke betrachtete er es als legitim, auch frühere Arbeiten zusätzlich mit Symbolen aufzuladen, um ihnen eine weitere Bedeutungsebene zu verleihen. Wenngleich dieses „Weitermalen“ der Bilder vom kunsthistorischen Standpunkt aus problematisch erscheint, nahm der Künstler für sich in Anspruch, als Urheber selbst entscheiden zu können, wann ein Bild vollendet ist. Mit den eingefügten neuen Bildelementen brachte Radziwill seine Arbeiten aus verschiedenen stilistischen Epochen sozusagen auf ein gemeinsames künstlerisches Aussageniveau. So zeigen die Übermalungen vor allem eine veränderte künstlerische Auffassung des Malers.
Besonders häufig malte er in den 50er Jahren in realistische Szenerien zusätzlich phantastische Gebilde, mit denen er den immer schon imaginären Aspekt seiner künstlerischen Arbeit verstärkte, weil er nach dem Zweiten Weltkrieg eine andere, dem Surrealismus verwandte, künstlerische Position einnahm. Dass es sich dabei auch um eine veränderte politische Aussage handelt, trifft auf die wenigsten „Übermalungen“ zu. Allenfalls ist hier ein Bild wie Revolution/Dämonen zu nennen, das, wie schon die verschiedenen Titel signalisieren, auch verschiedene Stadien durchlief. Auf diesem 1933/34 begonnenen Gemälde ist unter anderem ein erschlagener SA-Mann zu sehen, der allerdings unverändert blieb. Zwischen 1942 und 1955 fügte Radziwill weitere Gestalten, surreale Erscheinungen und Spruchbänder hinzu. Aber auch in seiner ursprünglichen Fassung wurde das Bild bei den Nazis nie ausgestellt und spielte bei Radziwills Rauswurf aus der Düsseldorfer Akademie 1935 eine gewisse Rolle (s. oben).
Radziwill malte im Abstand von einem Jahr zwei verschiedene Bilder mit dem Motiv eines durchschossenen Stahlhelms.
Das erste quadratische Bild Der Stahlhelm (1933) blieb unverändert.
Das zweite, doppelt so große Gemälde Grab im Niemandsland (1934), zeigt einen diesmal deutlich kleineren Stahlhelm in einer trostlosen Einöde mit Stacheldrahtverhau. Daran heftet ein Zettel mit den sarkastischen Worten „Für das Vaterland“. Unterhalb huscht eine Ratte vorbei. Ursprünglich trug das Bild den Titel Denkmal Radziwill. Es ist seinem im Ersten Weltkrieg gefallenen Bruder Heinrich gewidmet. In dieses Werk malte Radziwill in den 50er Jahren noch ein surrealistisches Himmelsgebilde, das einen Totenvogel oder die entwichene Seele darstellen könnte. Die ursprüngliche Intention einer Totenklage wurde dadurch noch einmal hervorgehoben und nicht verändert.
Ein prominentes Beispiel für ein weitergemaltes Bild ist das 1940 entstandene und bis 1950 überarbeitete Werk Flandern/Wohin in dieser Welt. Im Format 119 × 170 cm malte Radziwill das Bild Flandern vor dem Hintergrund seiner Erlebnisse als Soldat im Ersten Weltkrieg. An diese Erlebnisse fühlt er sich erinnert beim Einmarsch der deutschen Wehrmacht nach Belgien im Zweiten Weltkrieg. Zunächst standen die Gräber der Gefallenen aller beteiligten Nationen und das Elend der flüchtenden Zivilbevölkerung im Zentrum der Arbeit. In den Jahren 1945–1950 fügte der Maler noch deutsche und amerikanische Flugzeuge ein und ließ den Himmel dramatisch zerbersten. Damit verstärkte er die ursprüngliche Botschaft, dass der Krieg mit Menschenopfern auf allen Seiten bezahlt wird und die Welt zerstört zurücklässt. Der neue Titel lautet Wohin in dieser Welt. Stilistisch zeigt das Gemälde Radziwills Wechsel vom magischen Realismus zu einem apokalyptisch gestimmten Symbolismus und illustriert gleichsam seine Biografie mit allen Widersprüchen und Wechseln seiner künstlerischen Position. Als eines der Hauptwerke befand sich das Gemälde als Leihgabe des Künstlers seit 1968 in der Sammlung der Ostberliner Nationalgalerie, bis es im Jahr 2012 angekauft und in den Ausstellungen Moderne Zeiten. Die Sammlung 1900–1945 sowie „Der geteilte Himmel“. Die Sammlung 1945–1968 von 2010 bis 2013 in der Neuen Nationalgalerie ausgestellt war. Zuletzt war das Werk 2015/16 in der Schau Neue Galerie: „Die Schwarzen Jahre“ – Geschichten einer Sammlung 1933–1945 im Hamburger Bahnhof – Museum für Gegenwart, Berlin zu sehen.

## Ehrungen
- 1928: „Goldene Medaille“ der Stadt Düsseldorf für das Gemälde Die neue Straße
- 1964: Rom-Preis der Deutschen Akademie
- 1965: Großes Verdienstkreuz des Niedersächsischen Verdienstordens
- 1970: Großer Niedersächsischer Staatspreis und Ehrengabe der Oldenburg-Stiftung
- 1971: Großes Verdienstkreuz zum Verdienstorden der Bundesrepublik Deutschland
- 1978: Oldenburg-Preis der Oldenburgischen Landschaft.
- 1980: Zum 85. Geburtstag Eintrag in das „Goldene Buch“ der Stadt Oldenburg
- Der Franz-Radziwill-Weg in Bremen-Findorff, Ortsteil Weidedamm wurde nach ihm benannt.
- In Wilhelmshaven gibt es im Neubaugebiet Maadetal einen Franz-Radziwill-Weg.
- In Oldenburg existiert eine Franz-Radziwill-Straße im Stadtteil Kreyenbrück.
- 1995 brachte die Deutsche Bundespost in der Serie „Deutsche Malerei des 20. Jahrhunderts“ die 100-Pfennig-Sonderbriefmarke Der Wasserturm in Bremen zu seinen Ehren heraus.

## Rezeption
Als Maler hat Radziwill verschiedene Perioden künstlerischer Entwicklung durchlaufen. Trotz radikaler Stilwandel und Wechsel der künstlerischen Positionen bleibt sein Werk unverkennbar. Mauerwerk, rotierende Flugzeuge und berstende Himmel gelten als typische Elemente seines Bildrepertoires. Durch seine detaillierte Malweise wurde Radziwill in den 20er Jahren als „Nietenmaler“ berühmt, der metallene Schiffsleiber ebenso minutiös auf die Leinwand brachte wie Sieltore aus Bockhorner Klinker. Neben den großen weltanschaulichen und zunehmend zivilisationskritischen Arbeiten durchzieht aber auch ein meditatives Stillleben-Werk gewissermaßen als beschauliche „Parallelwelt“ sein gesamtes Œuvre. Der Maler verleiht einfachen Alltagsgegenständen, Blumen, Früchten und allem, was da „kreucht und fleucht“ und wächst, vor einem unendlichen Hintergrund eine geheimnisvolle Würde. Als in der Nachkriegszeit abstrakte Kunstformen den Ausstellungsbetrieb bestimmten, geriet Radziwill mit seinem Werk weitgehend in Vergessenheit; seit Ende der 60er Jahre, als die Malerei sich wieder stärker der Gegenständlichkeit zuwandte, setzte eine Wiederentdeckung mit großen Retrospektiven ein, oft anlässlich runder Geburtstage.
Aufgrund seiner Sympathien für den Nationalsozialismus wurde dem Maler Opportunismus vorgeworfen. Er war bekennendes NSDAP-Mitglied und machte zunächst mit „stramm linientreuer Kunst“ Karriere. Erst als „Neider sein expressionistisches, ‚entartetes‘ Frühwerk hervorzerrten“ und er seine Stellung an der Kunstakademie verlor, zog er sich zurück. Ob er sich bereits zu diesem Zeitpunkt vom Regime entfremdete und seine „Jubelbilder“ systemkritisch übermalte, oder diesen Schritt erst nach weiteren gescheiterten Annäherungsversuchen in den letzten Kriegsjahren vollzog, wird kontrovers diskutiert.
Seine Werke befinden sich heute in vielen deutschen und internationalen Museen. 2013 hing in der Ausstellung D’Allemagne im Pariser Louvre sein Gemälde Kirche in der Friesischen Wehde von 1930 neben Gemälden von Caspar David Friedrich; 2015/2016 war er mit zwei Ölbildern, Das karierte Handtuch und Hafen II, in der Schau New Objectivity: Modern German Art in the Weimar Republic, 1919 bis 1933 im Museo Correr in Venedig und im Los Angeles County Museum of Art (LACMA) in den USA vertreten.
Im Mai 2016 kaufte das Städel Museum in Frankfurt/Main anlässlich des Abschieds von Direktor Max Hollein Radziwills Gemälde Das rote Flugzeug von 1932 an. Es ergänzt den Bestand an Arbeiten von Künstlern der Neuen Sachlichkeit wie Otto Dix, Karl Hubbuch und Lotte Laserstein und passt auch motivisch zur Flughafenstadt Frankfurt, wo Flugzeuge ein wichtiger Aspekt städtischer Identität sind. In der Ausstellung „Glanz und Elend der Weimarer Republik“ 2017 in der Frankfurter Schirn war Franz Radziwill mit vier großen Gemälden vertreten. 2018 erwarben die Bayerischen Staatsgemäldesammlungen München (Pinakothek der Moderne) das Gemälde „Die Grodenstraße nach Varelerhafen“ von 1938. Im September 2019 erschien die erste umfassende Biografie des Malers von Eberhard Schmidt: Wohin in dieser Welt? Der Maler Franz Radziwill.
Die große Ausstellung 125 Werke zum 125. Geburtstag im Landesmuseum für Kunst und Kulturgeschichte Oldenburg 2020 beleuchtet nicht zuletzt sein an malerischen Entdeckungen reiches Frühwerk.
1995 erschien das Gemälde Der Wasserturm in Bremen aus dem Jahr 1931 als Motiv einer Sonderbriefmarke.
Am 8. Oktober 2013 wurde in der Luisenstraße im Wilhelmshavener Stadtteil Südstadt eine über 100 Quadratmeter große Fassadenmalerei des Malers Buko Königshoff eingeweiht, die Radziwills 1928 gemaltes Bild Werft in Wilhelmshaven zeigt.

## Werke in öffentlichen Sammlungen (Auswahl)
- 1919: Landschaft mit Telegraphenarbeitern, Kunsthalle Bremen
- 1920: Ostseelandschaft bei Hohwacht/verso Straßenansicht mit blauem Haus, Kunsthalle zu Kiel
- 1920: Die Lampen, Stadtmuseum Oldenburg
- 1922: Die Vogelscheuche, Kunsthalle Bremen
- 1922: Stillleben mit blätterndem Mond, Nds. Landesmuseum für Kunst und Kulturgeschichte Oldenburg
- 1923: Sich kämmendes Mädchen, Nds. Landesmuseum für Kunst und Kulturgeschichte Oldenburg
- 1924: Rasenstück, Niedersächsisches Landesmuseum für Kunst und Kulturgeschichte Oldenburg
- 1924: Frau zwischen roten Stühlen, Kunstmuseum Düsseldorf
- 1925: Bauernhof mit schwarzem Himmel, Germanisches Nationalmuseum Nürnberg
- 1926: Stillleben mit weißer Kanne und Blumen, Stiftung Henri Nannen/Kunsthalle Emden
- 1927: Dünenlandschaft bei Schoorl, Nationalgalerie Berlin
- 1927: Morgen an der Friedhofsmauer, Städtische Kunsthalle Mannheim
- 1928: Dorfeingang, Museum Ostdeutsche Galerie Regensburg
- 1928: Die Straße, Museum Ludwig, Köln
- 1928: Landschaft bei Varel, Staatliche Kunsthalle Karlsruhe
- 1928: Werft in Wilhelmshaven, Von der Heydt-Museum Wuppertal
- 1928: Todessturz Karl Buchstätters, Museum Folkwang Essen
- 1929: Selbstbildnis mit roter Mütze, Kulturgeschichtliches Museum Osnabrück
- 1929: Strand vom Dangast mit Flugboot, Nds. Landesmuseum für Kunst und Kulturgeschichte Oldenburg
- 1930: Der Lilienstein an der Elbe, Hamburger Kunsthalle
- 1930: Der Hafen II, Nationalgalerie Berlin
- 1930: Das Fenster meines Nachbarn, Nds. Landesmuseum für Kunst und Kulturgeschichte Oldenburg
- 1931: Der Streik, Westfälisches Landesmuseum für Kunst und Kulturgeschichte Münster
- 1931: Hinterhäuser in Dresden, Hessisches Landesmuseum Darmstadt
- 1932: Der Sender Norddeich, Deutsches Postmuseum Frankfurt a. M.
- 1932: Das rote Flugzeug, Städel Frankfurt
- 1933: Der Stahlhelm im Niemandsland, Stadtmuseum Oldenburg
- 1933: Brandungsmauer Dangast/Vereiste Küste mit Netzflickern, Nds. Landesmuseum für Kunst und Kulturgeschichte Oldenburg
- 1936: Auslaufendes U-Boot, Küstenmuseum Wilhelmshaven
- 1936: Der Glockenturm in Bockhorn, Land Niedersachsen/Dauerleihgabe im Sprengel Hannover
- 1939: Der U-Boot Krieg/Der totale Krieg/Verlorene Erde, Städtische Galerie im Lenbachhaus, München
- 1940: Flandern/Wohin in dieser Welt, Nationalgalerie Berlin
- 1941: Bombenangriff auf Wilhelmshaven, Städtisches Museum Kalkar
- 1941: Stillleben mit Flasche und Messingschale, Nds. Landesmuseum für Kunst und Kulturgeschichte Oldenburg
- 1944: Deutschland 1944, Sprengel Museum Hannover
- 1944: Vergehende Bauten, Rheinisches Landesmuseum Bonn
- 1946: Die Klage Bremens, Senatskanzlei Bremen
- 1945: Der Riss im Hof, Städtische Galerie Wolfsburg
- 1947: Inmitten der Mensch, Universität Göttingen
- 1948: Die Schönheit des Alleinseins, Nds. Landesmuseum für Kunst und Kulturgeschichte Oldenburg
- 1950: Tobias im Hafen, Kunsthalle Bremen
- 1951: Am Flügel/So wirkt Musik auch, Städtisches Museum Gelsenkirchen
- 1952: Neulandgewinnung/Lahnungen, Wasserwirtschaftsamt Wilhelmshaven
- 1952: Die Apokalypse, Kunstmuseum Bochum
- 1953: Der Kosmos kann zerstört werden, der Himmel nicht, Stadtmuseum Oldenburg
- 1956: Das Vordringen der Quadrate, Ludwig Galerie Schloss Oberhausen
- 1957: Der leere Tisch, Nds. Landesmuseum für Kunst und Kulturgeschichte Oldenburg
- 1958: Verlässt der Mensch die Erde? Pfalzgalerie Kaiserslautern
- 1959: Einsamkeit (Hochhaus), Land Niedersachsen/Dauerleihgabe im Sprengel, Hannover
- 1962: Die Berliner Mauer, Berlinische Galerie, Berlin
- 1962: Ist die Technik ein hohles Ei?, Stadtmuseum Oldenburg
- 1969: Ein Schuh blieb übrig, Stadtmuseum Oldenburg
- 1969: Die Gedanken des Netzflickers, Nds. Landesmuseum für Kunst und Kulturgeschichte Oldenburg
- 1971: Der Teufel allein hat den Strick nicht geschaffen, Stadtmuseum Oldenburg

## Ausstellungen
- 1922: Heckel – Schmidt-Rottluff – Radziwill, Vereinigung für junge Kunst Oldenburg
- 1923: Gemeinschaftsausstellung Im Kreis der Brücke, Galerie Ferdinand Möller, Berlin und A Collection of Modern German Arts, Anderson Galleries, New York
- 1925: Einzelausstellung, Augusteum Oldenburg
- 1928: Deutsche Kunst Düsseldorf 1928, Kunstmuseum im Ehrenhof, Düsseldorf, Einzelausstellung im Erfurter Kunstverein, Wanderausstellung Wuppertal, Krefeld, Köln, Düsseldorf
- 1934: Gemeinschaftsausstellung deutscher Künstler, Düsseldorf
- 1934: Teilnahme an der Biennale Venedig, Deutscher Pavillon, XIX. Biennale Venedig
- 1937: Stillleben und Landschaft, Kunstkabinett Gurlitt, Hamburg
- 1938: Kunsthalle Bremerhaven, Kunstverein Bremerhaven
- 1946: Landesmuseum für Kunst und Kulturgeschichte Oldenburg
- 1946: Alte Sturmhaube, Kampen auf Sylt
- 1948: Galerie Egon Günther, Mannheim
- 1955: Jubiläumsausstellung zum 60. Geburtstag, Oldenburger Schloss; in 16 weiteren deutschen Städten gezeigt
- 1956: Einzelausstellung im Museum Folkwang, Essen
- 1956: Retrospektive, Ostberlin, Nationalgalerie
- 1960: Franz Radziwill 65 Jahre, Stadtmuseum Oldenburg und Paula Modersohn-Becker-Haus, Bremen
- 1965: Franz Radziwill 70 Jahre, Stadtmuseum Oldenburg
- 1968: Einzelausstellung Galerie Baukunst, Köln, Beteiligung u. a. German Arts of Magic and Fantastic Realism and Surrealism, Artfestival, Worcestershire (Großbritannien); Aspetti della Nuovo Oggettivita, Galleria del Levante, Rom
- 1970: Zum 75. Geburtstag, Bremer Kunstverein, Kunsthalle Bremen
- 1975: Franz Radziwill 80 Jahre, Niedersächsisches Landesmuseum für Kunst und Kulturgeschichte Oldenburg
- 1981/1982: Retrospektive, Staatliche Kunsthalle in Berlin, Niedersächsisches Landesmuseum für Kunst und Kulturgeschichte Oldenburg, Kunstverein Hannover; mit fast 400 Exponaten die größte Retrospektive zu Lebzeiten des Malers
- 1985: Franz Radziwill, Rathaus am Delft, Bakchulzen Gesellschaft, Emden
- 1987: Raum und Haus, zur Eröffnung des Franz Radziwill Haus Dangast
- 1989: Stillleben – gestörte Stille, Franz Radziwill Haus Dangast, Schlossmuseum Jever
- 1995: Franz Radziwill 1895–1983, Kunsthalle Emden
- 1996: Franz Radziwill – Magie der Städte, Kunstsammlungen Böttcherstraße Bremen
- 1996/1998: Ausstellungstrilogie Expressionisten in Dangast, Franz Radziwill Haus, Dangast
- 2000: Franz Radziwill – Mythos Technik, Wanderausstellung Kunsthalle Wilhelmshaven u. a.
- 2003: Umbruch – 1923, Franz Radziwill Haus, Dangast
- 2005: Franz Radziwill – Blick nach Holland, Franz Radziwill Haus, Dangast
- 2006: Franz Radziwill in Dresden, Franz Radziwill Haus, Dangast
- 2007: Franz Radziwill – Aquarelle. Das Bild vor dem Bild, Franz Radziwill Haus Dangast
- 2007: Drohend vertraute Welten, Wanderausstellung, Schloss Neuhaus Paderborn, Rheinisches Landesmuseum Bonn, Kunstmuseum Bayreuth
- 2008: Franz Radziwill und die moderne Welt, Franz Radziwill Haus Dangast, Schlossmuseum Jever
- 2009: Franz Radziwill – der sachliche Romantiker, Franz Radziwill Haus Dangast
- 2010: Franz Radziwill in der Künstlergruppe „Die Sieben“, Franz Radziwill Haus Dangast
- 2011: Kunsthalle Emden, Kunsthalle Wilhelmshaven, Niedersächsisches Landesmuseum für Kunst und Kulturgeschichte Oldenburg, Stadtmuseum Oldenburg, Franz Radziwill Haus, Dangast[60]
- 2012: Franz Radziwill: Entdeckungen, Franz Radziwill Haus Dangast; Blickwechsel: Landschaft zwischen Bedrohung & Idylle, Tiroler Landesmuseum Ferdinandeum (Österreich)
- 2012: In der Nähe des Paradieses – Der Maler entdeckt die Natur, Franz Radziwill Haus, Dangast
- 2014: Die Halbinsel der Seligen – Franz Radziwill in der Natur, Franz Radziwill Haus, Dangast und Schlossmuseum Jever
- 2015: Franz Radziwill: Der Kosmos kann zerstört werden, der Himmel nicht, Franz Radziwill Haus, Dangast
- 2015–2016: New Objectivity: Modern German Art in the Weimar Republic, 1919–1933, Museo Correr Venedig und Los Angeles County Museum of Art (LACMA), USA
- 2015–2016: Messerscharf und detailverliebt. Werke der neuen Sachlichkeit, Kunstforum Ostdeutsche Galerie und Landesgalerie Linz, Österreich
- 2016: Franz Radziwill: Schneeweiß und Nachtschwarz, Franz Radziwill Haus, Dangast
- 2017: Franz Radziwill und Bremen, Kunsthalle Bremen
- 2017: Glanz und Elend der Weimarer Republik, Schirn Kunsthalle, Frankfurt
- 2017: Franz Radziwill – Die Palette des Künstlers, Franz Radziwill Haus, Dangast
- 2018: Franz Radziwill – Fläche wird Bild, Franz Radziwill Haus, Dangast
- 2018: Franz Radziwill. Landschaft, Technik, Medien, Kunsthalle Emden
- 2019 Franz Radziwill. Zwei Seiten eines Künstlers, Pinakothek der Moderne, München
- 2019 Franz Radziwill und die Gegenwart: Landschaft, Technik, Medien, Städtische Galerie Bietigheim-Bissingen
- 2019 Franz Radziwill – Inszenierte Bildräume, Franz Radziwill Haus, Dangast
- 2020 Franz Radziwill. 125 Werke zum 125. Geburtstag, Landesmuseum für Kunst und Kulturgeschichte Oldenburg
- 2020 Franz Radziwill – Lichtspiele, Franz Radziwill Haus, Dangast
- 2021 Welt aus den Fugen: Scharl, Katz, Radziwill – Kunsthalle Emden

## Franz-Radziwill-Haus

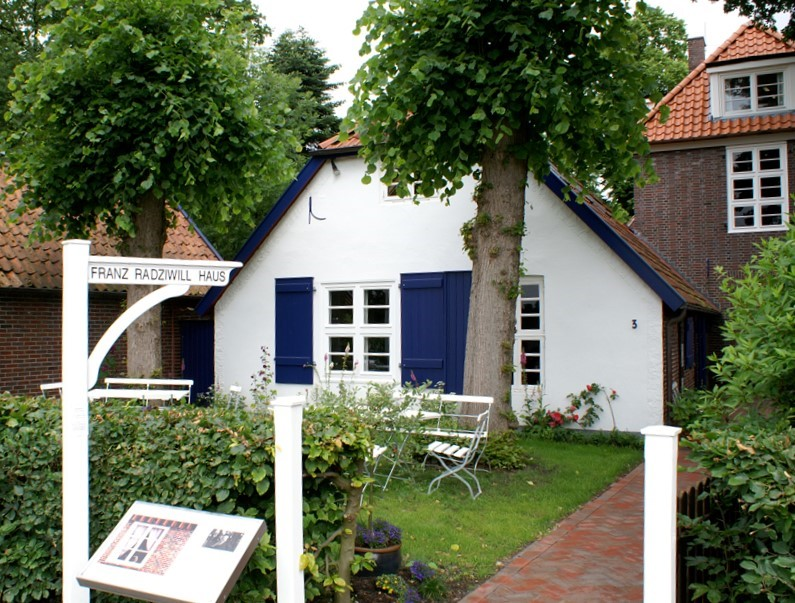
Franz-Radziwill-Haus in der Sielstraße 3 in Dangast

Nachdem Franz Radziwill 1923 ein kleines Fischerhaus in Dangast erworben hatte, baute er es in mehreren Etappen eigenhändig als gelernter Maurer mit eigenen architektonischen Entwürfen zu seiner heutigen Größe aus. Damit ist es eines der wenigen Künstlerhäuser, die im Originalzustand erhalten sind, und in gewisser Weise auch eine „gemauerte Autobiografie“. Für die Küchenwände sammelte Radziwill friesische Kacheln, auch die Möbel gestaltete und bemalte er in Absprache mit seiner Frau Anna Inge selbst. Bis zu seinem Tod 1983 entstand dort sein Hauptwerk.

### Ausstellungsbetrieb
In den Räumen des ehemaligen Wohnhauses Franz Radziwills finden seit 1987 jährlich wechselnde Ausstellungen statt, bestückt mit Leihgaben aus Privatbesitz und Museen. Die Öffnung des Hauses betreibt die Franz Radziwill Gesellschaft e. V., die von der Familie und einem Freundeskreis 1986 gegründet wurde, auch um den Nachlass des Künstlers wissenschaftlicher und publizistischer Bearbeitung zugänglich zu machen. Inzwischen werden die Ausstellungen von regelmäßigen öffentlichen Führungen und einem umfangreichen Veranstaltungsprogramm museumspädagogisch begleitet.

### Archiv und Nachlass
Das Franz-Radziwill-Haus beherbergt den schriftlichen Nachlass des Künstlers. Als Quelle zur Forschung steht das Franz-Radziwill-Archiv der Wissenschaft und für Publikationen zur Verfügung. Dokumente und Briefe aus der Zeit ab 1915 bis zum Tode des Malers geben Einblick in sein Leben und Werk. Ein weiterer Teil des Nachlasses befindet sich im Archiv des Germanischen Nationalmuseums in Nürnberg.

### Werkverzeichnisse
- Rainer W. Schulze: Werkverzeichnis der Ölgemälde. In: Andrea Firmenich, Rainer W. Schulze (Hrsg.): Franz Radziwill 1895 bis 1983. Monographie und Werkverzeichnis. Wienand, Köln 1995
- Wilfried Seeba: Werkverzeichnis der Aquarelle, Zeichnungen und bemalten Postkarten. Hg. von der Franz Radziwill Gesellschaft e. V., Oldenburg 2006.
- Gerd Presler (Hrsg.): Franz Radziwill. Werkverzeichnis der Druckgrafik. Engelhardt und Bauer, Karlsruhe 1993, ISBN 3-925521-16-X; ergänzte und erweiterte 2. Auflage 2010, ISBN 978-3-941850-10-1

### Monografien
- Waldemar Augustiny: Franz Radziwill. Göttingen 1964.
- Eduard Dohmeier: Verstörende Bilder. Das Werk von Franz Radziwill im „Dritten Reich“. Isensee, Oldenburg 2007.
- James A. van Dyke: Franz Radziwill and the contradictions of German art history, 1919-45. Univ. of Michigan Press, 2010.
- Olaf Peters: Radziwill, Johann Franz Wilhelm Eduard. In: Neue Deutsche Biographie (NDB). Band 21, Duncker & Humblot, Berlin 2003, ISBN 3-428-11202-4, S. 103 f. (Digitalisat).
- Andrea Firmenich, Rainer W. Schulze: Franz Radziwill. 1895 bis 1983. „Das größte Wunder ist die Wirklichkeit.“ Monographie und Werkverzeichnis. Wienand, Köln 1995, ISBN 3-87909-381-4.
- Wolfgang Keiser, Rainer Wilhelm Schulze: Franz Radziwill – Der Maler. Thiemig, München 1975.
- Hans Heinrich Maaß-Radziwill: Franz Radziwill im „Dritten Reich“: Der andere Widerstand. Hauschild, Bremen 1995.
- Roland März: Franz Radziwill. Henschel-Verlag Kunst und Gesellschaft, Berlin 1975.
- Stefan Matysiak: Zeitungsleser im Kriegshafen. Franz Radziwills Inselbrücke in Wilhelmshaven und die Presse im Nationalsozialismus. Books on Demand, Norderstedt 2023, ISBN 9783739221625.
- Olaf Peters: Im Lichte der Staatsideen – Franz Radziwills Gemälde „Revolution/Dämonen“. In: Uwe Fleckner (Hrsg.): Das verfemte Meisterwerk: Schicksalswege moderner Kunst im Dritten Reich. Akademie, Berlin 2007.
- Eberhard Schmidt: Wohin in dieser Welt? Der Maler Franz Radziwill. Biografie. Mitteldeutscher Verlag, Halle/Saale 2019, ISBN 978-3-96311-174-7.
- Gerhard Wietek: Franz Radziwill – Wilhelm Niemeyer. Dokumente einer Freundschaft. Stiftung Kunst und Kultur der Sparkasse Oldenburg (Hrsg.) Oldenburg 1990, ISBN 978-3-89442-101-4.
- Gerd Presler (Hrsg.): „Papa, da hängt ja unser Franz.“ Begegnungen mit Franz Radziwill. E & B Engelhardt und Bauer, Karlsruhe 2013, ISBN 978-3-941850-46-0.

### Ausstellungskataloge
- Birgit Denizel, Hg. für die Franz Radziwill Gesellschaft: Lichtspiele. Ausstellungskatalog Franz Radziwill Haus Dangast, Kerber, Bielefeld 2020.
- Birgit Denizel, Hg. für die Franz Radziwill Gesellschaft: Inszenierte Bildräume. Ausstellungskatalog Franz Radziwill Haus Dangast, Kerber, Bielefeld 2019.
- Birgit Denizel, Hg. für die Franz Radziwill Gesellschaft: Fläche wird Bild. Ausstellungskatalog Franz Radziwill Haus Dangast, Kerber, Bielefeld 2018.
- Dorothee Hansen: Franz Radziwill und Bremen. Schünemann, Bremen 2017.
- Birgit Denizel, Hg. für die Franz Radziwill Gesellschaft: Die Palette des Malers. Ausstellungskatalog Franz Radziwill Haus Dangast. Kerber, Bielefeld 2017, ISBN 978-3-7356-0324-1.
- Birgit Denizel, Hg. für die Franz Radziwill Gesellschaft: Schneeweiß und Nachtschwarz. Ausstellungskatalog Franz Radziwill Haus Dangast. Kerber, Bielefeld 2016, ISBN 978-3-7356-0178-0.
- Birgit Denizel, Hg. für die Franz Radziwill Gesellschaft: Der Kosmos kann zerstört werden, der Himmel nicht. Ausstellungskatalog Franz Radziwill Haus Dangast. Isensee, Oldenburg 2015.
- Birgit Denizel, Hg. für die Franz Radziwill Gesellschaft und das Schlossmuseum Jever: Die Halbinsel der Seligen – Franz Radziwill in der Natur. Ausstellungskatalog. Isensee, Oldenburg 2014.
- Birgit Denizel, Ivo Kügel / Franz Radziwill Gesellschaft: Entdeckungen. Ausstellungskatalog zum 25-jährigen Jubiläum des Franz Radziwill Hauses, Dangast. Isensee, Oldenburg 2012.
- Birgit Neumann-Dietzsch, Viola Weigel: Der Maler Franz Radziwill in der Zeit des Nationalsozialismus. Katalog zu Ausstellungen im Franz Radziwill Haus, Dangast und der Kunsthalle Wilhelmshaven. Kerber, Bielefeld 2011.
- Katharina Henkel, Lena Nievers (Hrsg.): Franz Radziwill – Meisterwerke aus privaten Sammlungen. Katalog zur Ausstellung in der Kunsthalle Emden. Wienand, Köln 2011.
- Birgit Denizel/Franz Radziwill Gesellschaft: Franz Radziwill in der Künstlergruppe „Die Sieben“. Katalog zur Ausstellung im Franz Radziwill Haus. Isensee, Oldenburg 2010.
- Ewald Gäßler/Franz Radziwill Gesellschaft: Franz Radziwill – der sachliche Romantiker. Katalog zur Ausstellung im Franz Radziwill Haus. Isensee, Oldenburg 2009.
- Radziwill und die moderne Welt. Dangast/Jever 2008/2009.
- Ewald Gäßler/Franz Radziwill Gesellschaft: Franz Radziwill und die moderne Welt. Und Franz Radziwill und die moderne Kunst. Kataloge zu Ausstellungen im Franz Radziwill Haus und im Schlossmuseum Jever. Isensee, Oldenburg 2008.
- Ewald Gäßler/Franz Radziwill Gesellschaft: Franz Radziwill: Aquarelle – Das Bild vor dem Bild. Katalog zur Ausstellung im Franz Radziwill Haus. Isensee, Oldenburg 2007.
- Andrea Wandschneider: Franz Radziwill – drohend vertraute Welten. Katalog zur Ausstellungsreihe, Städtische Galerie in der Reithalle, Paderborn / Rheinisches Landesmuseum Bonn / Landschaftsverband Rheinland / Kunstmuseum Bayreuth. Bönen 2006.
- Ulrich Luckhardt/Ernst Barlach Haus – Stiftung Hermann F. Reemtsma: Franz Radziwill: Vom Expressionismus zum Magischen Realismus. Ausstellungskatalog. Wienand, Köln 2006.
- Franz Radziwill. Vom Expressionismus zum Magischen Realismus. Ernst Barlach Haus – Stiftung Hermann F. Reemtsma, Hamburg 2006.
- Ekkehard Seeber/Franz Radziwill Gesellschaft: Franz Radziwill in Dresden 1927/1928. Katalog zur Ausstellung im Franz Radziwill Haus. Isensee, Oldenburg 2006.
- Petra Kemmler/Franz Radziwill Gesellschaft: Franz Radziwill – Blick nach Holland. Katalog zur Ausstellung im Franz Radziwill Haus. Isensee, Oldenburg 2005, ISBN 3-89995-187-5.
- Franz Radziwill Gesellschaft e. V.: BRÜCKE – Expressionisten in Dangast. Katalog zur Ausstellung im Franz Radziwill Haus. Isensee, Oldenburg 2002, ISBN 3-89598-545-7.
- Wilfried Seeba (für das Landesmuseum Oldenburg u. a.): Franz Radziwill – Mythos Technik. Katalog zu Ausstellungen Kunsthalle Wilhelmshaven, Franz Radziwill-Haus Dangast, Städtische Galerie im Buntentor, Bremen. Isensee, Oldenburg 2000.
- Kurt Asche: Franz Radziwill: Das Steinhaus, die Ziegelarchitektur, der Wasserturm – Bildbefragungen. Dangast 1995.
- Claus Peukert/Franz Radziwill Gesellschaft: Franz Radziwill und Dangast. Katalog zur Ausstellung im Franz Radziwill Haus, Dangast. Isensee, Oldenburg 1995.
- Wilfried Seeba (für die Kunstsammlungen Böttcherstraße, Bremen): Magie der Städte. Katalog zur Ausstellung, Kunstsammlungen Böttcherstraße. Bremen 1995.
- Knut Soiné/Franz Radziwill Gesellschaft: Franz Radziwill – Bilder der Seefahrt. Hauschild, Bremen 1992, ISBN 3-926598-68-9.
- Konstanze Radziwill, Hans Heinrich Maaß-Radziwill (Hrsg.): Franz Radziwill. Raum und Haus. Katalog zur Eröffnung des Künstlerhauses. C. J. Bucher, München / Luzern 1987, ISBN 3-7658-0591-2.
- Alfred Hagenlocher: Franz Radziwill. Aquarelle und farbige Zeichnungen der Jahre 1913–1973. Hrsg. von der Hans Thoma-Gesellschaft. Katalog zur Ausstellung, Spendhaus, Reutlingen 1975.
- Franz Radziwill. 125 Werke zum 125. Geburtstag. Ausstellungskatalog, Hrsg. vom Landesmuseum für Kunst und Kulturgeschichte Oldenburg zusammen mit der Radziwill-Gesellschaft.

## Filmografie
- Franz Radziwill: Das größte Wunder ist die Wirklichkeit. Fernsehfeature von Viktoria von Flemming. NDR, 1977
- Franz Radziwill: Mit der Technik den Himmel vernagelt. Fernsehfeature von Hannelore Schäfer. NDR, 1982
- Konsequent Inkonsequent. Der Maler Franz Radziwill. Dokumentarfilm von Konstanze Radziwill und Gerburg Rohde-Dahl. Co-Produktion von Radio Bremen und der Rohde-Dahl Filmproduktion, 1995